# Woo Eun-Joung
Woo Eun-Joung es una deportista surcoreana que compitió en taekwondo. Ganó una medalla de oro en el Campeonato Mundial de Taekwondo de 1997, en la categoría de –70 kg.

## Palmarés internacional
| Campeonato Mundial | Campeonato Mundial | Campeonato Mundial | Campeonato Mundial |
| Año                | Lugar              | Medalla            | Categoría          |
| ------------------ | ------------------ | ------------------ | ------------------ |
| 1997               | Hong Kong (China)  | Medalla de oro     | –70 kg             |